# Поет і цар
«Поет і цар» — радянська історико-біографічна кінодрама Володимира Гардіна і Євгена Червякова, знята на студії «Совкіно» в Ленінграді. Присвячена останнім дням життя Олександра Пушкіна, — перша історико-біографічна картина радянського кіно. Прем'єра відбулася 20 вересня 1927 року. Фільм відновлений і озвучений в 1968 році на Кіностудії ім. М. Горького режисером Олександром Гінцбургом.

## Сюжет
Цар Микола I захоплений Наталі Гончаровою, дружиною Олександра Пушкіна. Намагаючись приховати своє захоплення, цар протегує зближенню Наталі з офіцером Дантесом. Царський двір бреше про зв'язок Наталі з Дантесом. Ці чутки доходять до Пушкіна і він посилає Дантесу виклик…

## У ролях
- Євген Червяков —  Олександр Сергійович Пушкін
- Ірина Володко —  Наталі Гончарова
- Костянтин Каренін —  імператор Микола I
- Борис Тамарін —  барон Жорж Шарль Дантес
- Леонід Ткачов —  князь Петро Андрійович Вяземський
- Олександр Ларіков —  Микита Козлов, камердинер Пушкіна
- Іван Худолєєв —  барон Олександр Христофорович Бенкендорф
- Олексій Феона —  Василь Андрійович Жуковський
- Геннадій Мічурін —  Костянтин Карлович Данзас
- Іван Лерський —  Фадей Венедиктович Булгарін
- Євген Бороніхін —  Володимир Іванович Даль
- Зоя Валевська —  Ідалія Полетика
- Анатолій Нелідов —  Іван Андрійович Крилов
- Ольга Спірова —  Катерина Миколаївна Гончарова, сестра Наталі
- Єлизавета Розінер —  Олександра Миколаївна Гончарова, сестра Наталі
- Федір Лопухов —  Микола Васильович Гоголь
- Валерій Плотников —  барон де Геккерен
- Марія Доброва —  Олександра Осипівна Смирнова-Россет
- Микола Черкасов —  Шарль, цирульник
- Євгенія Рогуліна — епізод
- Петро Подвальний —  віконт Олів'є Д'Арш'як, секундант Дантеса

## Знімальна група
- Режисери — Володимир Гардін і Євген Червяков
- Сценаристи — Володимир Гардін і Євген Червяков
- Оператори — Наум Аптекман і Святослав Бєляєв
- Композитор — Юрій Мацкевич
- Художник-постановник — Анатолій Арапов
- Звукооператор — Керім Аміров